# عصيان (فلم)
عصيان (بالبرتغالية: Desobediência)، هُو فيلم دراما صدر سنة 2003 وأخرجه ليتشينيو أزيفيدو.

## وصلات خارجية
- مقالات تستعمل روابط فنية بلا صلة مع ويكي بيانات